# Pentola a pressione

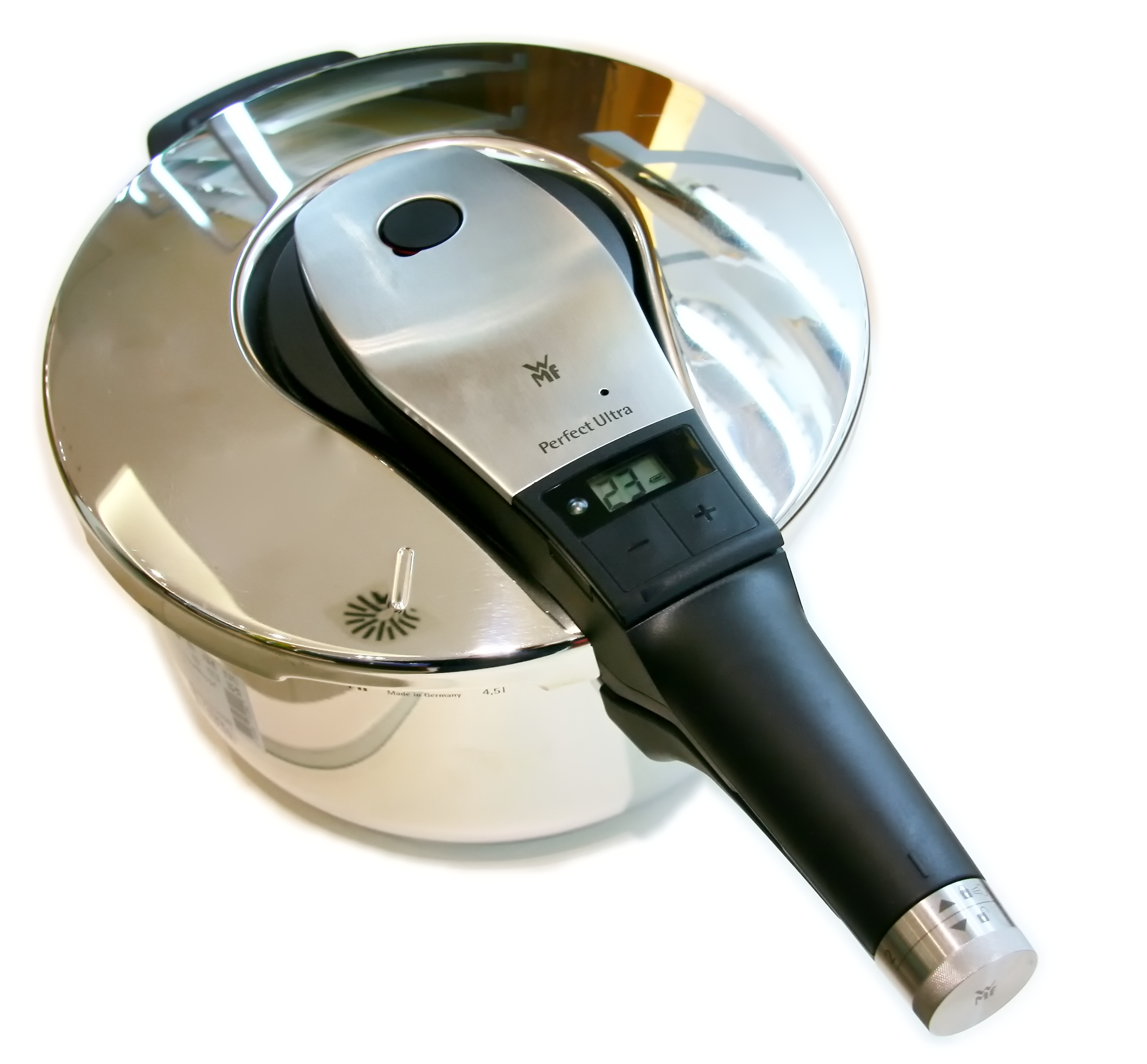
Pentola a pressione da 4,5 litri con timer rimovibile

La pentola a pressione è un utensile da cucina che permette una cottura accelerata grazie alla temperatura al suo interno di circa 120 °C, più alta dei 100 °C che si possono raggiungere alla pressione ambientale. L'introduzione di questo sistema è da attribuire a prototipi dell'inventore francese Denis Papin (1679).

## Storia

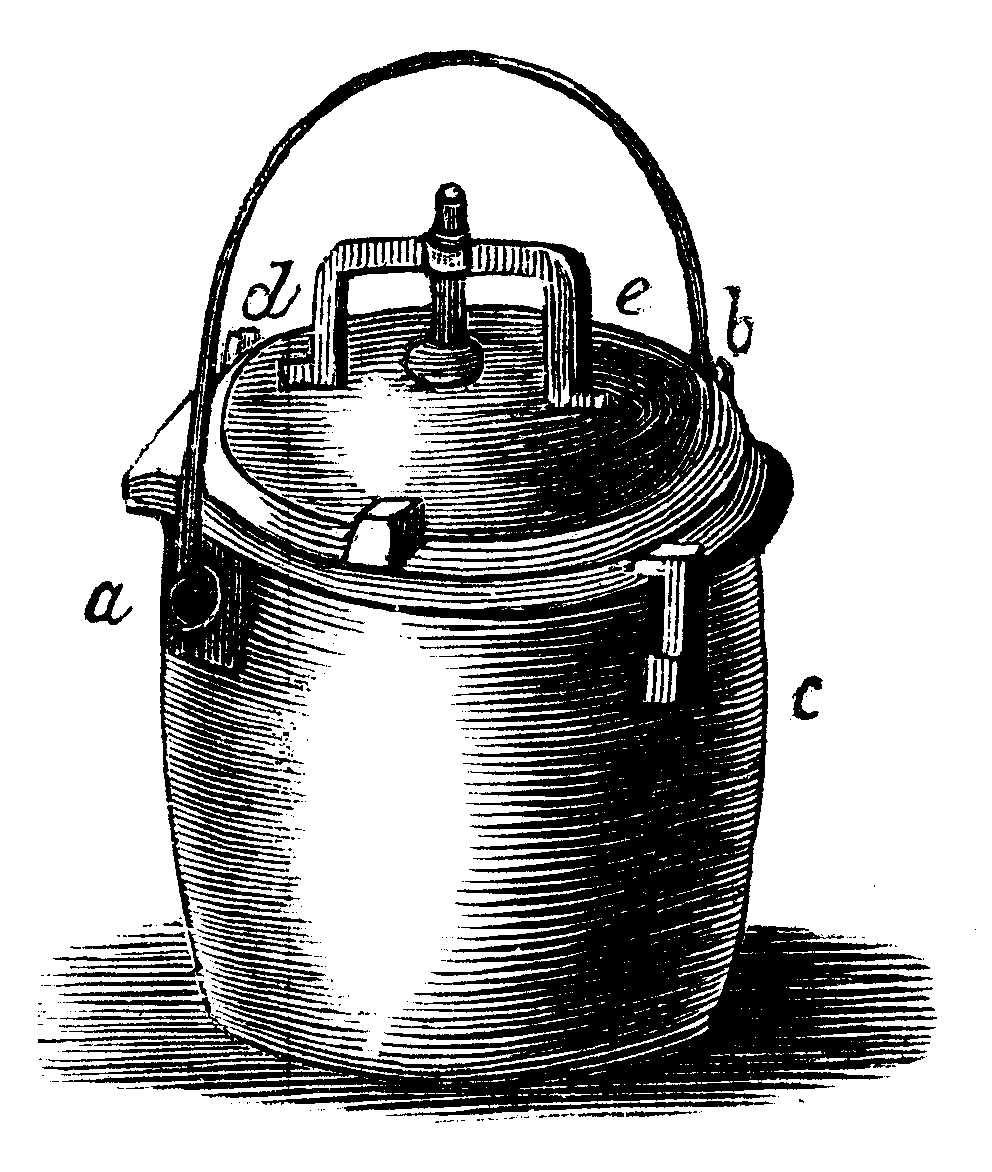
Modello datato intorno al 1864

Il prototipo inventato da Denis Papin, generalmente riconosciuto come ideatore della pentola a pressione, si chiamava digesteur e non ebbe successo commerciale.
Nel 1927 la ditta tedesca Silit commercializzò un suo modello, ma soltanto dopo la seconda guerra mondiale iniziarono la diffusione e lo sviluppo di questo metodo di cottura. La ditta francese SEB brevettò in seguito un modello perfezionato, e a partire dagli anni cinquanta nacquero modelli sempre nuovi e sempre più diversi tra di loro.
L'importanza storica della pentola a pressione è molto più grande di quanto si possa immaginare, in quanto fu la base da cui Papin partì per l'idea del motore a vapore.

## Principio di funzionamento
L'idea della pentola a pressione si basa sul fatto che il punto di ebollizione dell'acqua varia in funzione della pressione. In alta montagna, dove la pressione atmosferica è minore rispetto a quella a livello del mare, l'acqua arriva a bollire a temperature inferiori ai 100 °C, mentre se la pressione è sopra la media, saranno necessarie temperature superiori. 

Segnale pressione e blocco di sicurezza. Nell'immagine a sinistra, la pressione è inferiore a quella di taratura della valvola. Nell'immagine a destra la pressione supera quella di taratura consentendo di vincere l'azione antagonista della molla, e causa l'innalzamento del perno (area colorata di rosa).

In qualsiasi pentola tradizionale, l'ebollizione dell'acqua avviene comunque ad una temperatura intorno ai 100 °C, indipendentemente dall'intensità del calore sviluppato dai fornelli. Infatti, al momento di bollire, l'acqua evapora e sottrae calore al liquido ed alla pentola. Fintanto che ci sarà liquido in grado di evaporare e fuoriuscire, nessuna fonte di calore potrà innalzare la temperatura al di sopra dei cento gradi in condizioni di pressione atmosferica normale: ogni aumento di calore immesso porterà solo ad una maggiore quantità di vapore generato nell'unità di tempo, senza variazione di temperatura dell'acqua.
Con la pentola a pressione, spesso dotata di chiusura tipo autoclave, è invece possibile bloccare più o meno completamente la fuoriuscita di aria e vapore, in tal modo al suo interno la pressione aumenterà fino a 2 bar (sarà dunque doppia rispetto a quella riscontrabile nell'atmosfera). Il punto di ebollizione dell'acqua, quindi, sarà innalzato 120 °C (temperatura di ebollizione dell'acqua a 2 bar), permettendo alle pietanze di cuocere in tempi ridotti. Il vapore generato dall'ebollizione a 120 °C viene emesso all'esterno della pentola attraverso la valvola di controllo, che impedirà così alla pressione di salire oltre il valore di 2 bar.  Per evitare uno spreco di calore e consumo eccessivo di acqua a quel punto è opportuno ridurre l'intensità della fiamma, proprio come accade alla pressione ambiente a 100 °C con pentole ordinarie.
Oltre alla valvola di controllo è presente un'ulteriore valvola di sicurezza che interviene nel caso in cui la pressione interna superi ampiamente il valore di 2 bar, per effetto di un mancato intervento della valvola di controllo. 
Entrambe le valvole hanno un funzionamento molto semplice: quando la pressione interna cresce, essa esercita una forza sul fungo delle valvole che tende a sollevarlo (v. figura). Alle pressioni più basse il sollevamento è impedito dall'azione di una molla di contrasto; quando però la pressione supera il valore di taratura della valvola, la forza esercitata sul fungo supera quella antagonista della molla e la valvola si apre.

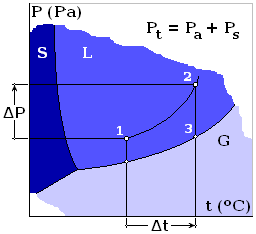
Sull'asse verticale è riportata la pressione (P), sull'asse orizzontale la temperatura (t); le abbreviazioni S, L e G stanno per lo stato solido, liquido e aeriforme dell'acqua: La zona blu (L) indica dunque le condizioni di pressione e temperatura in cui l'acqua resta allo stato liquido.
Si noti come l'aumento di pressione faccia crescere il punto di ebollizione (linea che divide l'area L dall'area G).
I punti (1→2) mostrano come a un aumento della temperatura conseguirà un innalzamento di pressione, a meno che la valvola si apra e i gas fuoriescano determinando una caduta della pressione (2→3).

## Uso della pentola a pressione
Nella pentola viene messa una modesta quantità d'acqua, dato che i cibi cuoceranno essenzialmente nell'aria e nel vapore. Molti modelli sono dotati di un coperchio avvitabile e una guarnizione di gomma. Spesso, la valvola è provvista di tacche che indicano se la pressione è sufficiente oppure eccessiva. 
In linea di massima, la fiamma va tenuta alta fino al momento in cui viene raggiunta la pressione giusta; più tardi, invece, la cottura procederà a fiamma bassa.
Nella pentola a pressione si può:
- Bollire
- Cucinare al vapore con un cestello
- Cucinare al cartoccio
- Brasare / arrostire - con l'aggiunta di 250-500ml di brodo, vino, o liquido speziato.

Prima dell'apertura, sia in caso di cottura ultimata che nel caso si voglia verificare il punto di cottura, la pentola ed il contenuto devono assolutamente essere riportati ad una pressione normale: questo si fa lasciando riposare per qualche minuto la pentola o aprendo la valvola manualmente. Risulta invece molto discussa, nel caso delle pentole a pressione con coperchio flessibile, la diffusa pratica di mettere la pentola sotto il getto di acqua fredda: in tal caso, infatti, se si ha già sbloccato il coperchio,si corre il serio rischio che il violento sbalzo di pressione ne causi il collassamento, (il coperchio è progettato per resistere alle pressioni dall'interno, ma non alle depressioni), verso l'interno della pentola stessa con conseguenti possibili getti di vapore o schizzi di liquido bollente.
Particolare attenzione va infine posta alla manutenzione e alla pulizia di valvola e guarnizioni, al fine di permettere il mantenimento delle corrette pressioni di esercizio.

### Vantaggi e svantaggi della cottura a pressione
Il vantaggio principale di questo tipo di cottura sta senza dubbio nel risparmio di tempo. Il consumo di energia viene ridotto in misura drastica (anche perché le perdite di calore sono minime e la cottura procede dunque a fuoco basso). Inoltre, la pentola a pressione aiuta in genere a risparmiare diversi tipi di sostanze nutritive. Da una parte ve ne sono alcune particolarmente sensibili alle alte temperature; dall'altra, però, i tempi di cottura vengono ridotti. L'uso della pentola a pressione permette anche una maggiore efficienza nei luoghi di alta montagna, dove la pressione è minore e dove, in condizioni normali, l'acqua bolle a meno di 100°C.
Uno svantaggio del sistema di cottura a pressione sta indubbiamente nel ristretto ambito di uso, dato che non tutti i cibi possono esser preparati con questo metodo. Tra i cibi più adatti, vi sono senza dubbio i cereali e le patate. Lo stesso discorso vale per i legumi, dato che le alte temperature possono distruggere in maniera ottimale le sostanze nocive che si ritrovano nel seme crudo.
Per quanto riguarda la perdita di vitamine durante la cottura, il discorso va differenziato a seconda del caso. Se da un lato le temperature più alte ne favoriscono la distruzione, va detto che grazie all'accelerazione dei tempi di cottura, la cottura a pressione può benissimo risultare più indicata per preservare questi preziosi elementi nutritivi: infatti la temperatura viene maggiorata di poche decine di gradi, mentre i tempi di cottura possono essere ridotti, per esempio, ad un terzo di quelli necessari per la cottura tradizionale. In più, la pentola a pressione consente la cottura a vapore, senza che il cibo immerso in acqua sia soggetto alla dispersione di vitamine idrosolubili..